# 凱撒大帝 (戲劇)

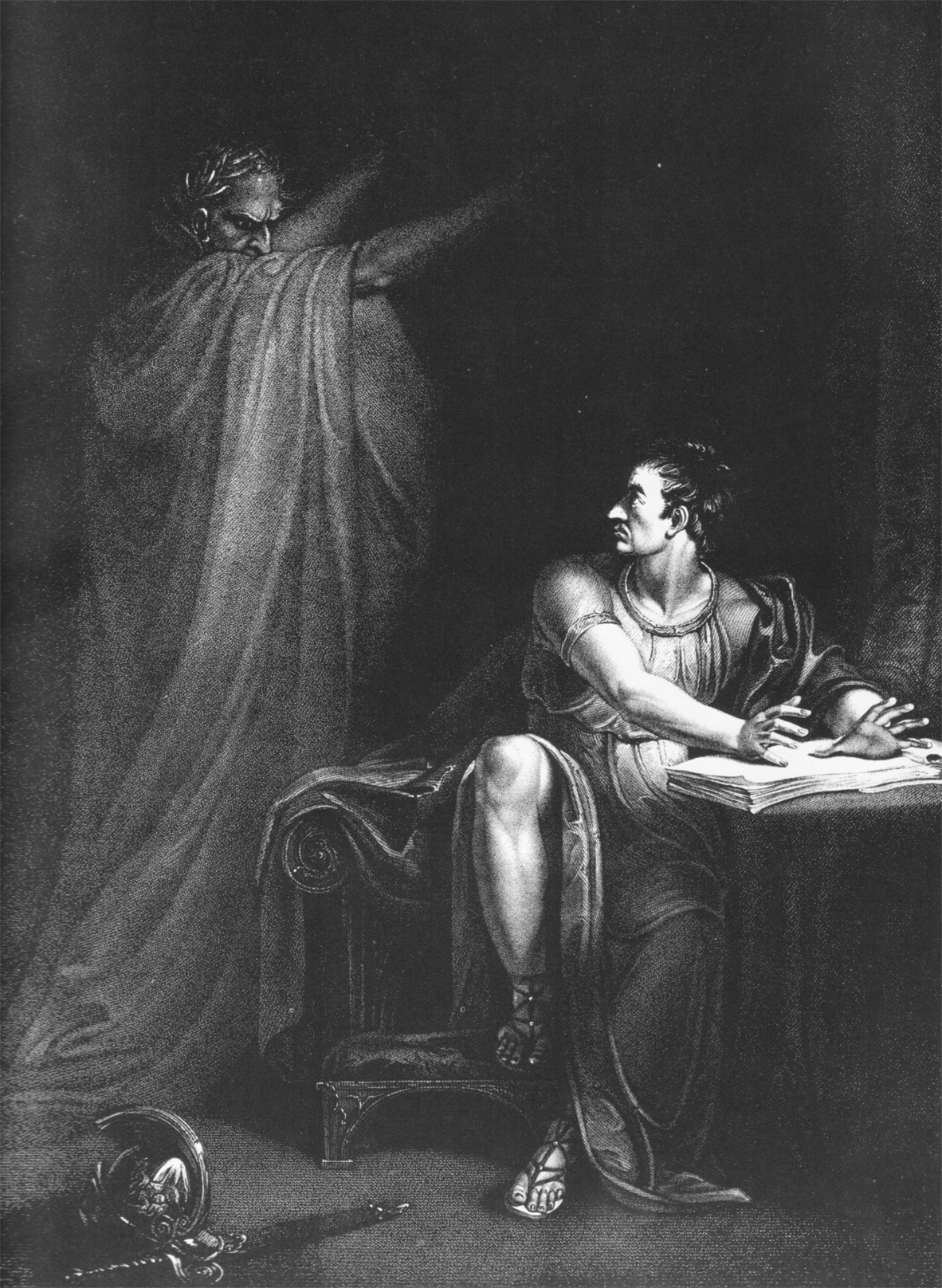
凱撒的鬼魂對布魯圖的未來作出警告。原圖畫家理查德·维斯特奥：倫敦，1802年；雕版者爱德华·斯克里文

《凱撒大帝》（直譯為《優旈·凱撒》。）是莎士比亞的其中一齣悲劇，通常被认定为是在1599年完成的。故事描述公元前44年一眾羅馬元老計劃並成功刺殺獨裁官朱利葉斯·凱撒，以及叛徒们在腓力比被击退的經過。莎士比亞有另外兩齣戲劇也是改編自古羅馬歷史，即《安東尼與克麗奧佩托拉》及《科利奧蘭納斯》，而《安東尼與克麗奧佩托拉》更可算是此劇的續集。
雖然戲劇的名字是《凱撒大帝》，但有观点认为劇中的主角是馬爾卡斯·布魯塔斯；凱撒只在三場戲中出現。此劇以布魯圖斯的內心掙扎為主題，描繪他怎樣在友誼、國家及榮譽之間猶疑不定。

## 角色表
| - 朱利葉斯·凱撒 - 卡爾普尼亞·皮索尼斯：凱撒之妻 - 屋大維·凱撒、馬克·安東尼及埃米利烏斯·雷必達：尤利烏斯·凱撒死後的三頭同盟 - 西塞罗、坡勃律斯及波匹律斯·里那:：元老 - 馬爾卡斯·布魯塔斯、卡西烏斯、卡斯卡、特莱包涅斯、里加律斯、德基摩斯·布魯圖斯、米特鲁斯·辛伯、路奇乌斯·秦纳：密謀刺殺凱撒的人 - 鲍西娅：布魯塔斯之妻 - 弗莱维厄斯及马鲁勒斯：保民官 - 阿特米德斯：一名來自克尼多斯的博学者 - 一名預言者（或稱算命師） | - 秦纳：一位被误杀的无辜詩人 - 路西律斯、提坦纳斯、梅萨拉、小加圖、伏伦涅斯, 斯特拉图：布魯塔斯及卡西烏斯的朋友 - 凡罗,克列特斯, 克劳狄斯: 布魯塔斯及卡西烏斯軍中的士兵 - 拉贝，弗莱维厄斯：布鲁塔斯麾下军官 - 卢修斯及达台涅斯：布魯塔斯的僕人 - 品达勒斯：卡西烏斯的僕人 - 另外一位並沒提及名字的詩人，但應是马库斯·法乌涅斯 - 一名信差 - 一名製鞋匠 - 其餘的士兵、元老、平民及侍從 |

## 剧情
馬爾庫斯·布魯圖斯是凯撒的密友，罗马的执政官。布魯圖斯被勾引加入了元老们组成的一个谋反组织，这是来自于卡西烏斯的怀疑——凯撒意图推翻罗马共和国，自立为王。
剧本一开始叙述了布魯圖斯与卡西烏斯之间的辩论以及他自己的内心挣扎，而公众的支持信使得布魯圖斯決心反对凯撒（公众的支持信其實是卡西烏斯用不同的笔跡偽造的，以诱使他参与谋反）。一位预言家警告凯撒小心3月15日，凯撒虽然被预言家和他的支持者阿特米德斯反复警告，但凯撒无视警告，还是落入叛徒的陷阱。
刺杀凯撒是该戏最著名的片段，出现在第三幕。凯撒无视预言家和他妻子的警告，步入了元老院。叛徒们玩了一个肤浅的把戏，由米特鲁斯·辛伯递交诉状，为他被流放的兄弟請愿。凯撒不出意外的拒绝了他。卡斯卡从背后搂住了凯撒的脖子，其他人一拥而上，行刺凯撒；布鲁圖斯是最后一个。这时，凯撒说出了最著名的一句"Et tu, Brute?"（“吾兒，亦有汝焉？”）。莎士比亚加了一句“倒下吧，凯撒！”说明了凯撒不愿苟活，只求壮烈。
叛徒们為了證明他们这么做是为了罗马，而不是为了自己，在殺人後没有逃离现场。凯撒死后，布鲁圖斯进行演讲为自己辩护，这时他得到了公众的支持。然而马克·安东尼在凯撒的尸体旁进行了更为巧妙优雅的演讲——開場白是"Friends, Romans, countrymen, lend me your ears"（“各位朋友，各位罗马人，各位同胞，请你们听我说…”）——成功的操控了民众的情绪，使聽眾反對刺杀。与布鲁圖斯的理性不同，他的修辞更为复杂：安东尼首先提醒大家凯撒对罗马的贡献，对穷人的怜悯。凯撒在牧神节上拒绝称王，并以此質疑布鲁圖斯的說法。他向公众展示了凯撒滴满鲜血的尸体，使得公众为他们倒下的英雄涕泪相加；他阅读了凯撒的遗嘱，即：每位罗马公民都会收到75德拉克马，安东尼虽然自称反对暴乱，但依然使愤怒的民众将叛徒逐出罗马。在混乱中，无辜的诗人秦纳被错认为是叛徒路奇乌斯·秦纳而被误杀。
第四幕的开始是一场争斗，布鲁圖斯因卡西烏斯受贿对其进行攻击，二人随后和解。两人开始备战，应对马克·安东尼和凯撒的养子屋大维。当晚凯撒的鬼魂向布鲁圖斯显靈，预言他的败亡。)。
在战场上，卡西烏斯和布鲁圖斯自知来日不多，便相视而笑，彼此握手。卡西烏斯听到自己的挚友提坦纳斯被俘虏的消息后，自杀身亡。提坦纳斯其實并没有被俘，当他归来看到卡西烏斯的尸体时，他也悲愤自杀。布鲁圖斯雖然赢得了這場战斗，但戰事並沒有结束。第二天，布鲁圖斯怀着沉重的心上战场，结果兵败自杀。
剧尾是安东尼对布鲁圖斯的致辞，并称布鲁圖斯仍然是“最为尊贵的罗马人”，因为他是叛徒中唯一一个为罗马的利益而去行刺的人。

## 时代与文本

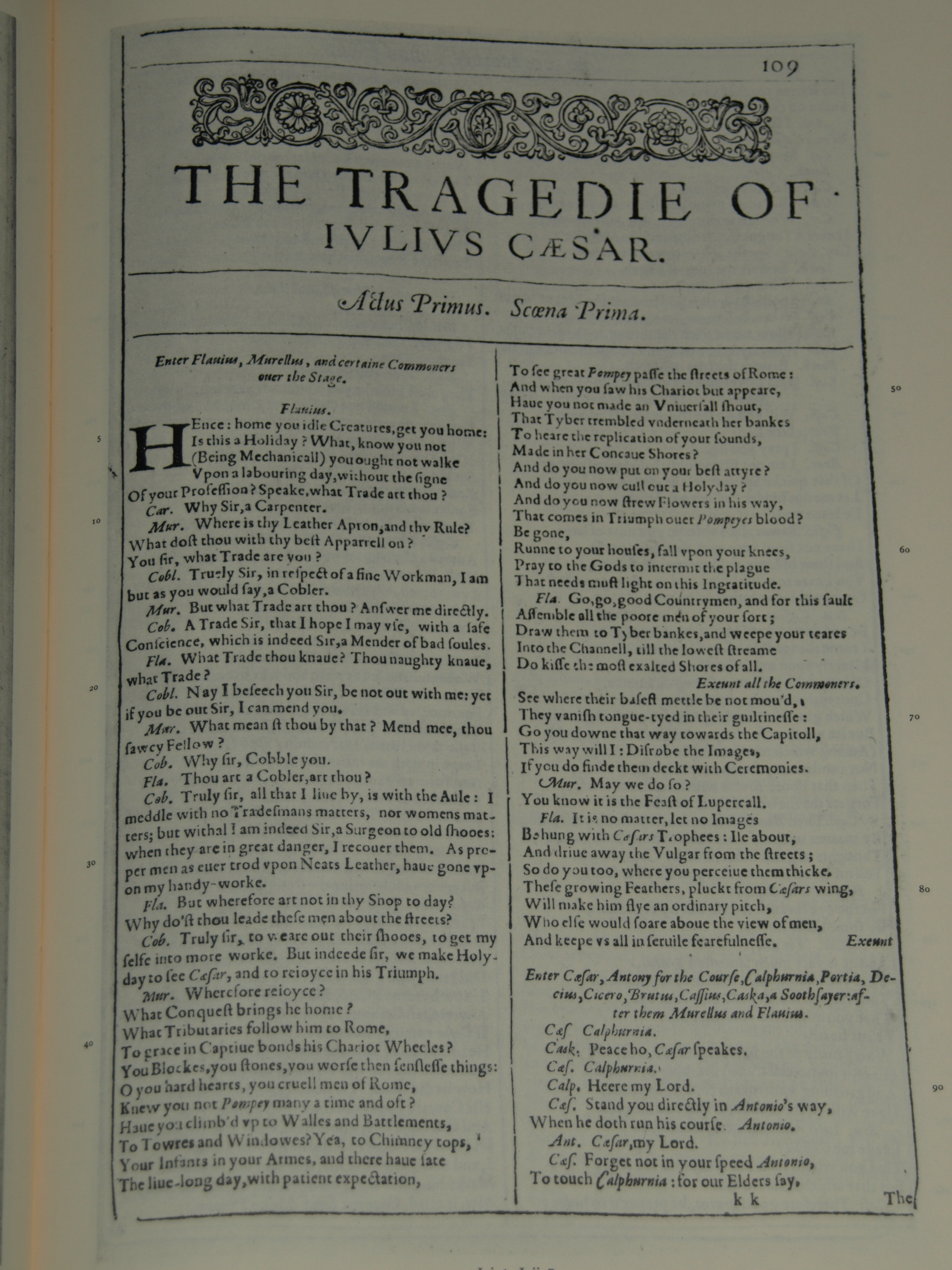
《第一对开本》中《凯撒大帝》第一页的临摹本，1623年出版。

《凯撒大帝》最初出现在1623年的《第一对开本》，但小托马斯·普拉特在他1599年9月的日记里记录了有关的演出。1598年，弗朗西斯·梅尔斯出版的莎士比亚戏剧列表中没有提及《凯撒大帝》。根据上述两点，以及当时的轶事，就戏剧修辞、韵律与《哈姆雷特》、《亨利五世》，《皆大歡喜》的对比学者们认为1599年可能是戏剧的诞生日。
《第一对开本》中的《凯撒大帝》是戏剧的唯一官方文稿。对开本文稿以质量和前后一致而著称；学者认为文字的形式为提词者所用的剧本。莎士比亚使用的参考文献来源于托马斯·诺斯爵士对普魯塔克作品《布鲁塔斯的一生》、《凯撒的一生》的翻译。
戏剧出现了许多伊丽莎白时代的時代錯誤。剧中人物使用的帽子、紧身衣(大型厚重夹克)都是罗马时代所没有的。凯撒被描述为穿着伊丽莎白时代的紧身衣而不是罗马宽外袍。在某一时刻，时钟被敲响，布鲁塔斯则称“看看时钟”。.

### 和普鲁塔克歷史記錄的相異之處
- 在莎士比亚剧本，凯撒在2月15日的牧神节凯旋归来，比史实早了6个月。
- 为了增进戏剧效果，凯撒在剧中死在了元老院中，而不是庞培剧院。
- 凯撒的遇刺、葬礼、安东尼的演讲、公布遗嘱、屋大维的到来被放置到了同一天。历史上，谋杀发生在3月15日，遗嘱公布时间为18日，葬礼为20日，屋大维则在5月份姗姗来迟。
- 莎士比亚让三巨头在罗马聚会，而不是博洛尼亚，以节省戏剧中的地理元素。
- 他将腓力比的两次战斗整合了起来，而在历史上，两场战斗有20天左右的间隔。
- 莎士比亚中凯撒的最后一句话是"Et tu, Brute?("吾兒，亦有汝焉？")。普鲁塔克则称凯撒什么都没说，而是当看到布鲁塔斯时将宽外袍蒙到了自己的头上。[32]然而，苏埃托尼乌斯称他用希腊文对布鲁塔斯说了"καί σύ τέκνον" ("Kai su, teknon?"; "你也是么，吾儿?"[33])。[34]拉丁文字Et tu, Brute?不是莎士比亚戏剧的原创，而是在1599年左右的早期伊丽莎白时代有关凯撒的戏剧中就甚为流行。

莎士比亚修改了历史事实，以便节省时间，使得戏剧得以在舞台上演出。悲剧被缩减到了几个场景，用以提升其氛围与效果。

## 分析与评论

### 历史性
如同莎士比亞其他歷史劇，此劇有一定程度上的借古諷今：當時伊丽莎白一世已年老，卻仍未指定王位繼承人，她的臣民均擔心英格蘭在她死後會發生內戰——就好像羅馬共和國在凱撒大帝死後一樣。

### 主角争议
学者们对莎士比亚《凱撒大帝》一剧中谁是主角产生了争议。标题中的主人翁凯撒在3.1中就去世了，但他自比北极星，因此将其排出在主角人选之外是不明智的，而整个剧本也因他而转移。交错在这个争议之中的是共和制与君主制之间的哲学、心理意识形态的辩驳。另一位作家罗伯特·C·雷诺德在他的文章《凯撒大帝中的讽刺形容》中着重讨论了形容布魯塔斯和凯撒的名字与词语。作家指出虽然卡斯卡在表面上赞扬了布魯塔斯，但却漫不经心地将其看做是一个笑话，并把他与炼金术士做了对比，“哦，他在人民心中的地位崇高/看起来对我们来说是个冒犯/他的表情，犹如炼金术士一样丰富/会变成美德和垃圾”(I.iii.158-60)。雷诺德也讨论了凯撒和他“巨人般”的形容词，指出力量与男性气概之间的关系，但也隐含了外表的荣耀与内部的混乱。文章得出的结论为：由于在形容凯撒与布鲁塔斯上使用了极具自负般的形容词，谁是主角这一问题变得模糊不清，难以回答。
麦伦·泰勒在他的论文《莎士比亚的<凯撒大帝>与历史的讽刺》中，对比了凯撒与布鲁塔斯的逻辑与哲学。凯撒的哲学被认为是直觉的，认为跟着感觉走就是正确的；因此，当他在被刺前对卡西乌斯感到不安，这个直觉不假。布鲁塔斯被描绘成类似凯撒的人，但他的热心迷惑了自己的逻辑，在最后的V.v.50–51中，他说 “Caesar, now be still:/ I kill'd not thee with half so good a will”.这个解释是有瑕疵的，因为"good a will" 更可能是“不正确的判断”，而不太像是“处于好意”。
约瑟夫·W·霍普特承认有的评论家否认凯撒是主角，认为布鲁塔斯是戏剧最终的驱动力量，因此是该剧的悲剧英雄。布鲁塔斯试图将共和国置于自己与凯撒的个人关系之上，随机对他下手。很遗憾，布鲁塔斯犯了政治错误，导致自己先祖们所创立的共和国垮台。他的行动出于热血，没有收集足够的证据来进行合理的判断，因此被卡西乌斯和其它的叛徒玩弄于鼓掌之中。

传统观点认为卡西乌斯和其它叛徒们是出于嫉妒与野心而谋反，而布鲁塔斯是因为荣誉与爱国。然而，戏剧的中坚力量是故事反对将其人物简单滴归类为正面英雄或反面恶棍。政治新闻记者、古典学家加里·威尔士称“戏剧之所以独特是因为它没有反面人物。”
戏剧最出名的部分在于难以确定哪个人物是重点。所有人物都围绕着对方转，如同考尔德雕塑一样。对一个人的改变会影响所有人的地位。一个起来，另一个落下。但是他们最终形成一个不稳定的平衡状态。
威尔士的当代解释观更倾向于意识、潜意识对人类行为、互动之间的影响。如此，卡西乌斯成为全剧的最高统治者。

## 名句
- 「Beware the Ides of March.」，摘自第一幕，第二場：這是預言者對凱撒的一句警告，意即「小心三月十五日。」，而凱撒是在羅馬曆三月十五日（英语：Ides of March）遇刺而亡的。
- 「Et tu, Brute?」，摘自第三幕，第一場：這是凱撒發現布魯塔斯是行刺者之一時的說話，意即「吾兒，亦有汝焉？」莎士比亞在這兒引用了一句當時已廣為人知的句子。
- 「Cry 'Havoc!' and let slip 戰爭猛犬（英语：The Dogs of War）.」，摘自第三幕，第一場：這是馬克·安東尼發現凱撒被謀殺後的其中一句說話。此處的「dogs」並不是指狗，而是工具
- 「Friends, Romans, countrymen, lend me your ears…」，摘自第三幕，第二場：這是馬克·安東尼在凱撒的公開喪禮上之致詞的開頭，意即「各位朋友，各位罗马人，各位同胞，请你们听我说…」，格式為抑揚格五音步（iambic pentameter）。此段致詞令到本來支持布魯圖等密謀者的人民轉而反對他們，使布魯圖等必須逃離羅馬。

## 演出
本剧可能是莎士比亚第一部在环球剧场演出的戏剧。瑞士旅行家小托马斯·普拉特于1599年12月21日在河岸剧场观看了上演的“凯撒大帝”，这出悲剧也很可能是莎士比亚的作品，因为很明显在当时没有与之披靡的对手。(虽然在伊丽莎白/詹姆士一世时期凯撒的故事反复出现，但没有一出能比得上普拉特对莎士比亚戏剧的描述。)
在王朝复辟之后，剧场恢复开放，并有国王公司的托马斯·凯林格于1672年将该剧再度复兴。查理斯·哈特最初主演布鲁塔斯，后由托马斯·贝特顿主演。在复辟时期和十八世纪中，《凯撒大帝》是莎士比亚戏剧中少数没有被改编的剧本。

### 電影
此劇曾多次被搬上銀幕，但最廣為人知的版本有三：
- 《凱撒大帝 (1950年電影)》，由查尔顿·赫斯顿扮演安東尼及Harold Tasker扮演凱撒
- 《凱撒大帝 (1953年電影)》，由詹姆士·梅遜扮演布魯圖、马龙·白兰度扮演安東尼及路易斯·卡爾亨（英语：Louis Calhern）扮演凱撒
- 《凱撒大帝 (1970年電影)》，由贾森·罗巴兹扮演布魯圖、查尔顿·赫斯顿扮演安東尼及约翰·吉尔古德扮演凱撒

### 脚注
1. ↑  Richard Westall
2. ↑  Edward Scriven
3. ↑  在莎士比亞的這部戲劇裡，凱撒的名字是以英語發音的朱利葉斯·凱撒標記，不是以拉丁語發音的尤利烏斯·凱撒標記，如：拉丁語的馬爾庫斯·安東尼，到英語就變成馬克·安東尼標記
4. ↑  Shakespeare, William; Arthur Humphreys (Editor). . Oxford University Press. 1998: 1  [2010-03-24]. ISBN 0192836064. （原始内容存档于2011-07-21）.
5. ↑  Publius
6. ↑  Popilius Lena
7. ↑  Artemidorus
8. ↑  Lucilius
9. ↑  Strato
10. ↑  Varro
11. ↑  Clitus
12. ↑  Claudius
13. ↑  Labe
14. ↑  Flavius
15. ↑  Lucius
16. ↑  Dardanius
17. ↑  Pindarus
18. ↑  Named in Parallel Lives and quoted in Spevack, Marvin. . New Cambridge Shakespeare 2. Cambridge, England: Cambridge University Press. 2004: 74. ISBN 978-0-521-53513-7.
19. ↑  .   [2013-08-04]. （原始内容存档于2013-06-06）.
20. ↑  .   [2013-08-04]. （原始内容存档于2018-01-12）.
21. ↑  .   [2013-08-04]. （原始内容存档于2015-12-06）.
22. ↑  .   [2013-08-04]. （原始内容存档于2016-01-23）.
23. ↑  .   [2013-08-04]. （原始内容存档于2016-01-23）.
24. ↑  .   [2013-08-04]. （原始内容存档于2016-02-06）.
25. 1 2  Thomas Platter the Younger
26. ↑  Francis Meres
27. ↑  Wells and Dobson (2001, 229).
28. ↑  Spevack (1988, 6), Dorsch (1955, vii–viii), Boyce (2000, 328), Wells, Dobson (2001, 229)
29. ↑  Wells and Dobson, ibid.
30. ↑  Sir Thomas North
31. ↑  Pages from Plutarch, Shakespeare's Source for Julius Caesar （页面存档备份，存于）.
32. ↑  Plutarch, Caesar 66.9 Archive.today的存檔，存档日期2019-12-19
33. ↑  Suetonius, The Twelve Caesars, translated by Robert Graves, Penguin Classic, p.39, 1957.
34. ↑  Suetonius, Julius 82.2 （页面存档备份，存于）
35. ↑  Wyke, Maria. . Oxford, England: Blackwell. 2006: 5. ISBN 978-1-4051-2599-4.
36. ↑  Robert C. Reynolds
37. ↑  Reynolds 329–333
38. ↑  Myron Taylor
39. ↑  Taylor 301–308
40. ↑  Joseph W. Houppert
41. ↑  Houppert 3–9
42. ↑  Wills, Garry (2011), Rome and Rhetoric: Shakespeare's Julius Caesar; New Haven and London: Yale University Press, p. 118.
43. ↑  Wills, Op. cit., pg 117.
44. ↑  Evans, G. Blakemore (1974). The Riverside Shakespeare. Houghton Mifflin Co. p. 1100.
45. ↑  Richard Edes's Latin play Caesar Interfectus (1582?) would not qualify. The Admiral's Men had an anonymous Caesar and Pompey in their repertory in 1594–5, and another play, Caesar's Fall, or the Two Shapes, written by Thomas Dekker, Michael Drayton, Thomas Middleton, Anthony Munday, and John Webster, in 1601-2, too late for Platter's reference. Neither play has survived. The anonymous Caesar's Revenge dates to 1606, while George Chapman's Caesar and Pompey dates from ca. 1613. E. K. Chambers, Elizabethan Stage, Vol. 2, p. 179; Vol. 3, pp. 259, 309; Vol. 4, p. 4.
46. ↑  King's Company
47. ↑  Thomas Killigrew
48. ↑  Charles Hart
49. ↑  Thomas Betterton
50. ↑  Halliday, p. 261.

### 次级来源
- Boyce, Charles. 1990. Encyclopaedia of Shakespeare, New York, Roundtable Press.
- Chambers, Edmund Kerchever. 1923. The Elizabethan Stage. 4 volumes, Oxford: Oxford University Press. ISBN 0-19-811511-3.
- Halliday, F. E. 1964. A Shakespeare Companion 1564–1964. Shakespeare Library ser. Baltimore, Penguin, 1969. ISBN 0-14-053011-8.
- Houppert, Joseph W. “Fatal Logic in ‘Julius Caesar’ ”. South Atlantic Bulletin. Vol. 39, No.4. Nov. 1974. 3–9.
- Kahn, Coppelia. "Passions of some difference": Friendship and Emulation in Julius Caesear. Julius Caesar: New Critical Essays. Horst Zander, ed. New York: Routledge, 2005. 271–283.
- Parker, Barbara L. "The Whore of Babylon and Shakespeares's Julius Caesar." Studies in English Literature (Rice); Spring95, Vol. 35 Issue 2, p. 251, 19p.
- Reynolds, Robert C. “Ironic Epithet in Julius Caesar”. Shakespeare Quarterly. Vol. 24. No.3. 1973. 329–333.
- Taylor, Myron. "Shakespeare’s Julius Caesar and the Irony of History". Shakespeare Quarterly. Vol. 24, No. 3. 1973. 301–308.
- Wells, Stanley and Michael Dobson, eds. 2001. The Oxford Companion to Shakespeare Oxford University Press

## 外部連結
- No Fear Shakespeare 有逐句的解說
- Julius Caesar Navigator 有解說、行數及搜索功能
- All Julius Caesar 有此劇的總結和有關莎士比亞及凱撒大帝的資料，包括凱撒大帝的歷史背景及人物分析
- Julius Caesar（页面存档备份，存于） –可搜索及已編入索引
- Julius Caesar – 整套劇
- Julius Caesar（页面存档备份，存于） –來自古騰堡計劃
- Julius Caesar – by The Tech
- Julius Caesar（页面存档备份，存于） – 可搜索及每場戲均已編入索引
- 現代英語版（页面存档备份，存于）
- Julius Caesar的教案（页面存档备份，存于），來自Web English Teacher
- Quicksilver Radio Theater的演繹（页面存档备份，存于），可在PRX.org（公共電台交流／Public Radio Exchange）上即時收聽
- Julius Caesar（页面存档备份，存于） 學習指南、主題、引文、分析、多媒體及教師指南
- 以動畫形式概述Julius Caesar（页面存档备份，存于）（來自BBC網站）